# アルフレート・ヨードル
アルフレート・ヨーゼフ・フェルディナント・ヨードル（ドイツ語: Alfred Josef Ferdinand Jodl、1890年5月10日 - 1946年10月16日）は、ドイツの陸軍軍人。ドイツ国防軍の最高幹部の一人。最終階級は陸軍上級大将。

## 概要
第二次世界大戦時に国防軍最高司令部（OKW）統帥部長の地位にあり、ヒトラー・カイテルに次ぐ事実上のOKWナンバー3として、陸海空軍の調整役を務めた。1945年5月7日にドイツの降伏文書の調印を行った。戦後、ニュルンベルク裁判の被告人の1人とされ、絞首刑に処された。

## 生涯

### 前半生
1890年5月10日、バイエルン王国のヴュルツブルクにバイエルン退役砲兵大尉ヨハネス・ヨードル（Johannes Jodl）の息子として生まれた。母は農民の娘テレーゼ・バウムゲルトラー(Therese Baumgärtler)。五人兄弟の三番目だった。ヨードル家は著名な職業軍人の家庭で、ヨードル本人も職業軍人の道を選んだ。弟フェルディナント(en)も軍人となり、ノルウェー山岳軍団の大将まで昇進している。
1903年から1910年までミュンヘンのバイエルン陸軍士官学校に入学した。1910年に第4バイエルン野砲兵連隊に士官候補生(Fähnrich)として入隊。1912年10月28日に少尉(Leutnant)に任官した。1913年9月にイルマ・フォン・ブリオン伯爵令嬢(Irma Gräfin von Bullion)と結婚。フォン・ブリオン伯爵家はシュヴァーベンに古くから続く貴族の家柄であった。彼女の父は身分違いの相手であるヨードルとの結婚を止めさせたがっていたが、二人の意思は固く、周囲の反対を押し切って結婚した。

### 第一次世界大戦
1914年8月に第一次世界大戦が勃発すると、第10バイエルン野砲兵連隊、のち第19バイエルン野砲兵連隊に所属して西部戦線に従軍し、二度負傷する勇戦をした。1916年1月に中尉(Oberleutnant)に昇進。1917年1月からオーストリア＝ハンガリー帝国陸軍（Gemeinsame Armee）の第72野砲兵連隊第3中隊長に任じられ、東部戦線で戦った。1918年には参謀将校として西部戦線に転属した。
一次大戦中に二級鉄十字章と一級鉄十字章と戦傷章黒章を受章した。

### 戦間期
戦後、ヴェルサイユ条約によって10万人に限定されたヴァイマル共和国陸軍に選び残された。
1919年6月には第22軽砲兵連隊中隊長となり、10月には第21砲兵連隊に転属した。1921年7月から1922年10月にかけてミュンヘンの第7師団で参謀教育を受ける。1921年9月に大尉に昇進。1922年10月から1923年10月にかけてランツベルクの第7山岳砲兵連隊の第3大隊に勤務した。この頃、国家社会主義者の上官コンスタンティン・ヒールル大佐(de:Konstantin Hierl)を深く尊敬し、アドルフ・ヒトラーの存在も知って彼を英雄視するようになったという。ただヒールルは陸軍司令官ハンス・フォン・ゼークト大将の不興を買って軍から除隊させられてしまい、ヨードルも国家社会主義運動と距離をとった。

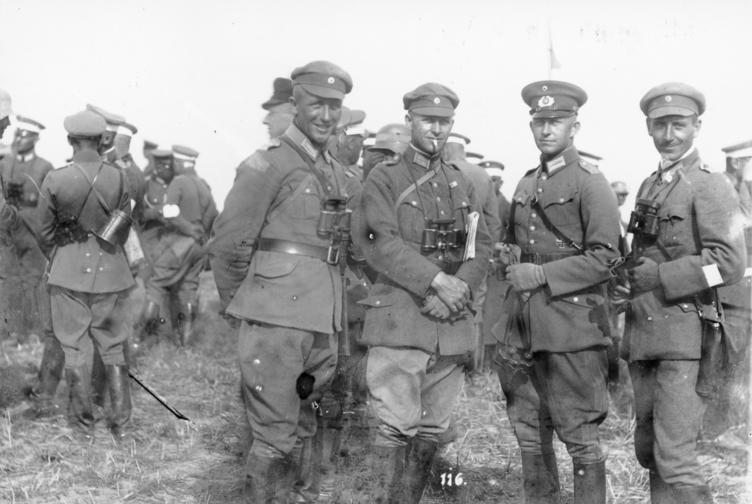
1926年、第7師団所属の大尉時代のヨードル（右から二人目）

1923年10月1日から1924年10月1日までベルリン大学に派遣され、またベルリンで参謀としての訓練を受ける。1924年10月から1927年10月までミュンヘンの第7師団に参謀として勤務した。その後、1928年10月までランツベルクの第7山岳砲兵連隊に戻り、砲兵中隊の指揮官となった。1928年10月から1932年6月にかけては第7師団参謀内で教官を務めた。1931年2月1日に少佐に昇進。
1932年6月から国軍省(de)勤務となり、10月からは事実上の参謀本部である「兵務局」の作戦課に配属された。
1933年1月30日にパウル・フォン・ヒンデンブルク大統領よりアドルフ・ヒトラーがドイツ国首相に任命された。ヨードルはすぐに熱心なヒトラー信奉者となった。
1933年10月1日に中佐に昇進。1934年11月から1935年6月までトルコ軍に派遣された。1935年7月から国軍省国軍局(Wehrmachtamt)国土防衛課(Landesverteidigung)の課長となり、国軍相ヴェルナー・フォン・ブロンベルクの下で国防計画の立案に従事。1935年8月1日には大佐に昇進した。
1938年2月にはブロンベルク罷免事件で国軍相ブロンベルク元帥と陸軍総司令官ヴェルナー・フォン・フリッチュ上級大将がその座を追われ、代わって2月4日に国軍局が改組されてヴィルヘルム・カイテル砲兵大将を総長とする国防軍最高司令部(OKW)が新設された。ヒトラーの信奉者で知られたヨードルも国防軍最高司令部で統帥局長に任じられた。しかし1938年から1939年にかけてウィーンの第44歩兵師団砲兵指揮官に転出した。1939年4月1日に少将に昇進している。ポーランド侵攻直前の1939年8月23日にOKW統帥局長に復帰した（1940年の西部戦役以降は統帥部長に名称変更）。

### 第二次世界大戦

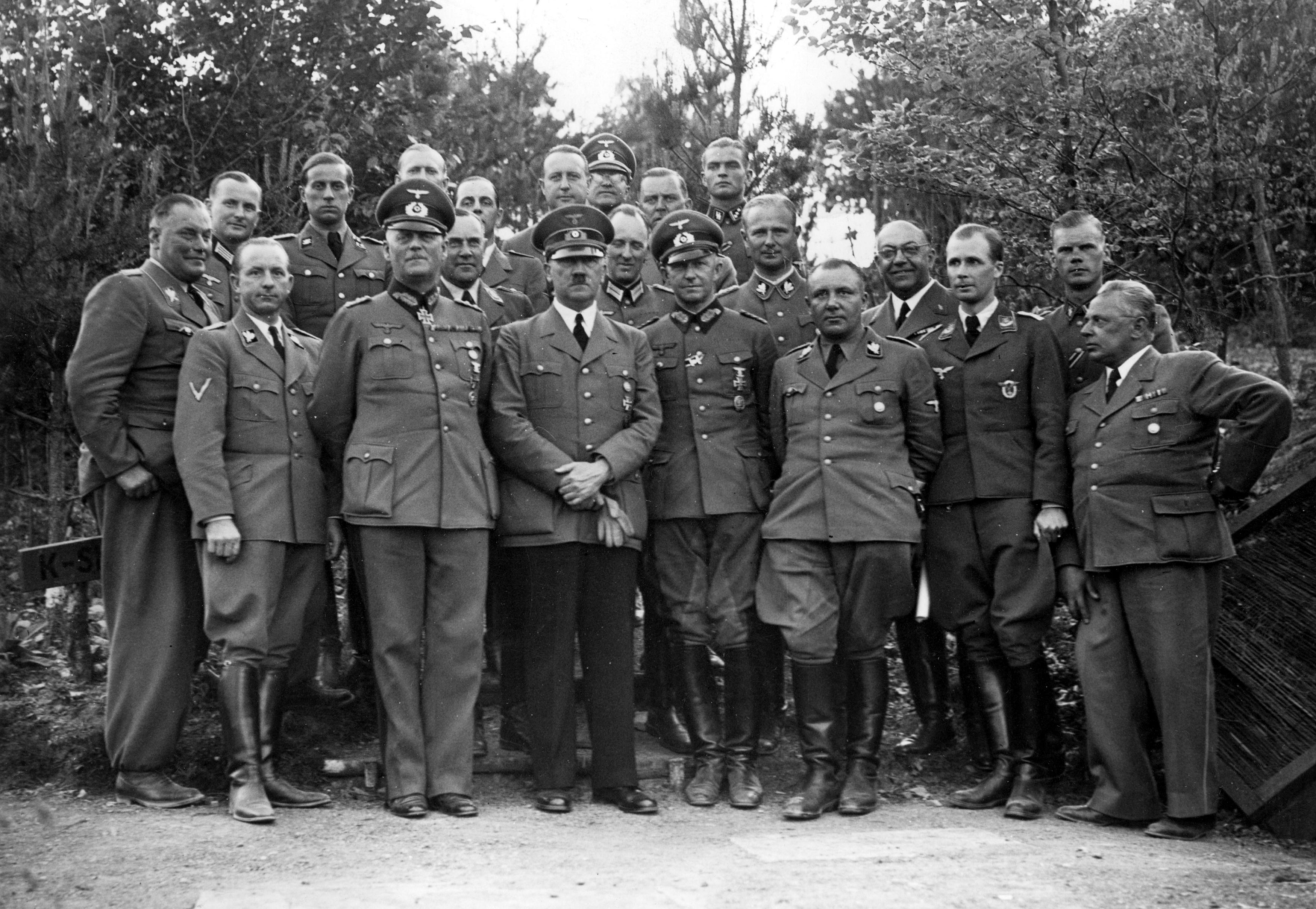
1940年6月、東プロイセン・ラステンブルクにある総統大本営「ヴォルフスシャンツェ」において。中央のヒトラーの右にいる将軍がヨードル。左は国防軍最高司令部総長カイテル。

1940年4月のノルウェー侵攻の際には陸軍参謀本部と協議せずに国防軍最高司令部独自に作戦立案と部隊編成を進めたため、ヨードルは参謀総長フランツ・ハルダーらの怒りを買った。ノルウェー侵攻戦ではナルヴィクに上陸したエデュアルト・ディートル率いる第3山岳師団の海上補給路がドイツ海軍の駆逐艦が全滅したために途絶えてしまい、ヒトラーは撤退させようと考えたが、ヨードルがイギリス軍も同様に脆弱であるとして撤収させることに反対し、トロンハイムから補給するように進言した。ヒトラーはヨードルの案を採用し、結果、ドイツ軍はノルウェー戦に完全勝利をおさめたのだった。
西方電撃戦と北アフリカの戦いの作戦も彼が立案した。1940年7月19日に二階級特進して砲兵大将に昇進。12月18日、ヒトラーの第21号指令を受けバルバロッサ作戦立案に着手した。
1942年9月のブラウ作戦中、ヒトラーの意に背くA軍集団司令官ヴィルヘルム・リスト元帥へ進撃を促すため、ヨードルは総統によりカフカス戦線に派遣された。しかし、彼は現地軍の軍事的正当さを認めてその行動を擁護し、総統命令の遂行は無理とする報告を行ったため、ヒトラーを激怒させた。ヒトラーは第6軍司令官フリードリヒ・パウルス装甲兵大将によるスターリングラード攻略が達成され次第、ヨードルをパウルスと交代させる計画をしたものの、パウルスがソ連軍に降伏したため沙汰やみとなる。
前年とこの年に、ヨードルはソ連軍政治委員捕虜と米英軍特殊部隊の即決処刑を正当化した「コミッサール指令」と「コマンド指令」に作戦部長として署名。
1943年1月30日には黄金ナチ党員バッジを授与された。1943年11月8日、ミュンヘンでナチス党全国指導者及び大管区指導者を前に極秘演説し、東部における敗北を明らかにするとともに、西方防衛のために占領地住民を強制動員して要塞建築や軍需工場に従事させることを命令したことを語った。1944年1月30日に上級大将に昇進した。4月18日にイルマ夫人が死去。7月20日にヒトラー暗殺未遂事件で軽傷を負う。1945年3月7日、前夫人の友人で陸軍総司令部の秘書だったルイーズ・カタリナ・フォン・ベンダ（Luise Katharina von Benda）と再婚。

### デーニッツ政権

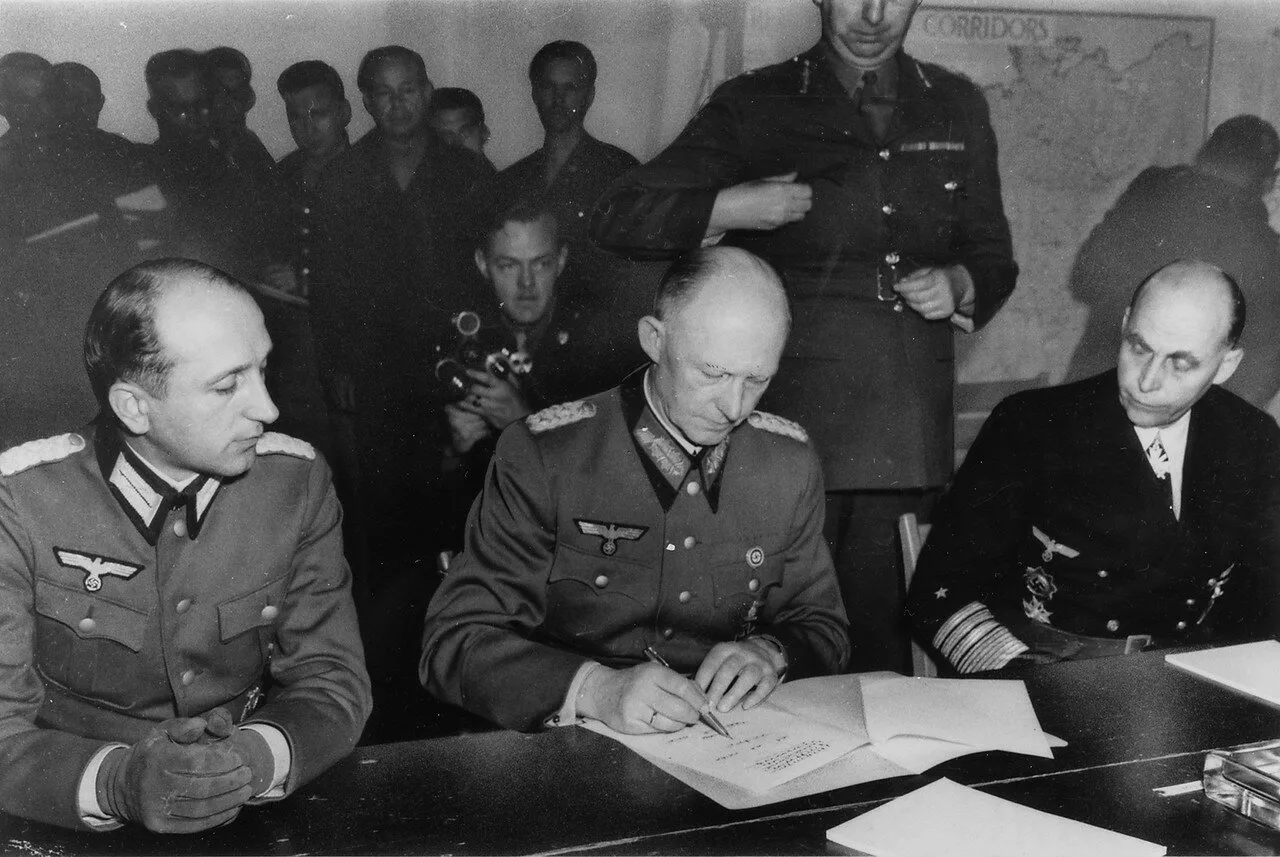
対連合国の降伏文書に調印するヨードル

5月6日にフレンスブルク政府のデーニッツ大統領の命令でランスへ赴き、連合国軍最高司令官ドワイト・D・アイゼンハワー米元帥と降伏交渉にあたった。デーニッツは一人でも多くのドイツ兵をソ連軍ではなく、アメリカ軍かイギリス軍の捕虜になれるよう、可能な限り降伏交渉の時間を引き延ばすようにヨードルに命じていた。
ヨードルは5月7日午前2時38分に降伏文書に署名を行った。同降伏文書は48時間後に発効することとなった。
5月10日にデーニッツより柏葉付騎士鉄十字章を授与される。13日にはヴィルヘルム・カイテルが連合軍に逮捕されたため、国防軍最高司令部総長を引き継ぐ。

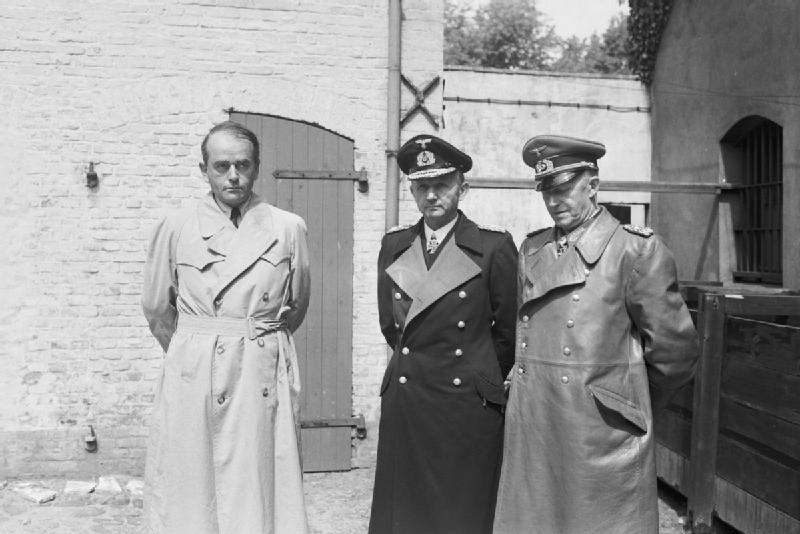
連合軍によるフレンスブルク政府幹部逮捕の際の写真。左からシュペーア軍需相、デーニッツ大統領、ヨードル上級大将。

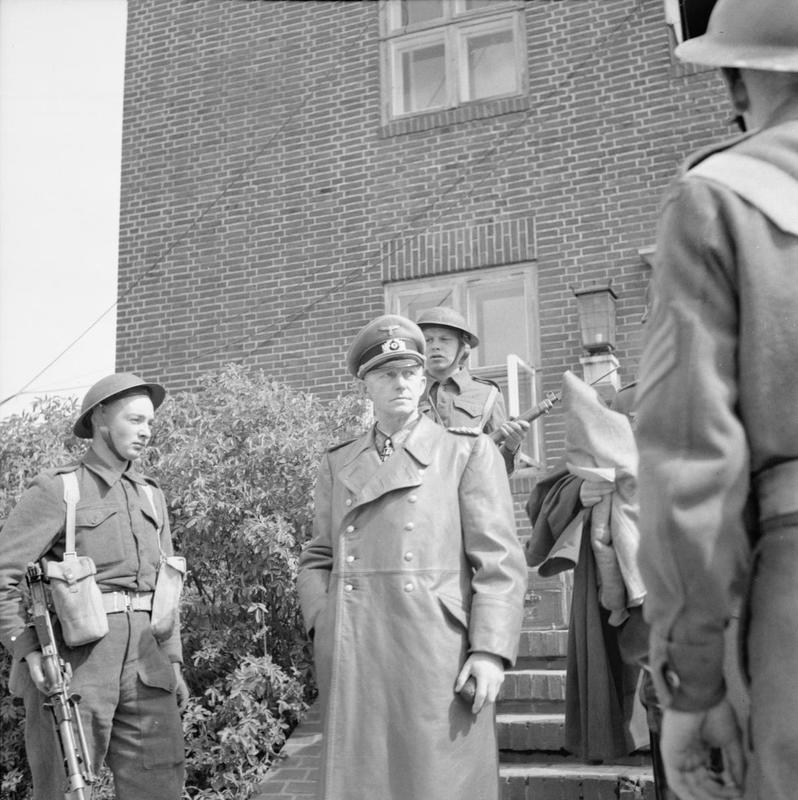
逮捕の際の写真

23日には連合国によりフレンスブルク政府が解体され、デーニッツ、アルベルト・シュペーア、ルートヴィヒ・シュヴェリン・フォン・クロージク伯爵らと共に連合軍に「戦争犯罪者」として逮捕された。ヨードルはこの逮捕に動揺した。
ヨードルらはルクセンブルクのバート・モンドルフのパレス・ホテルに設けられた収容所へ送られた。ここはナチスの最大の大物と見なされた捕虜が収容されていた場所で、ヘルマン・ゲーリング、ヨアヒム・フォン・リッベントロップ、ヴィルヘルム・カイテル、フランツ・フォン・パーペン、ヒャルマル・シャハト、アルフレート・ローゼンベルク、ユリウス・シュトライヒャーなど、のちにニュルンベルク裁判にかけられることになる者たちが収容されていた。
1945年8月にニュルンベルク裁判にかけるために他の被告たちとともにバート・モンドルフからニュルンベルクへ移送された。移送中にバート・モンドルフの収容所の所長で引き続きニュルンベルク刑務所で所長を務めるアメリカ軍大佐バートン・アンドラス（en:Burton C. Andrus）によってカイテルとヨードルは起立させられ、「お前たちはもはや軍人ではない。犯罪者だ。」と宣告されて階級章をはぎ取られた。

### ニュルンベルク裁判

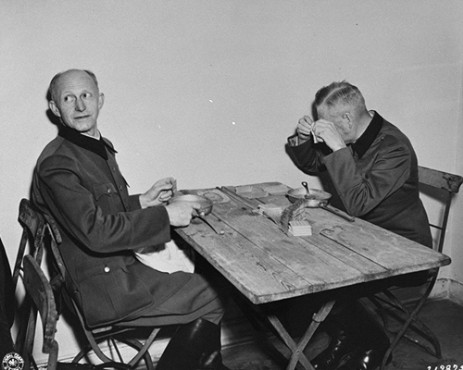
ニュルンベルク裁判で拘留されている際のヨードル（左）とカイテル（右）。

1945年11月20日からニュルンベルク裁判が開廷した。ヨードルは第1起訴事項「侵略戦争の共同謀議」、第2起訴事項「平和に対する罪」、第3起訴事項「戦争犯罪」、第4起訴事項「人道に対する罪」と全ての訴因において起訴された。
裁判中にはソ連による検察側証人としてパウルスが出廷し、対ソ侵攻作戦開始に積極的役割を果たした被告としてカイテルに次いでヨードルの名前を挙げた。ヨードルの後任としてパウルスが内定していた事を知る被告席のカイテルは、もしそれが実現していたら「パウルスはヨードルのかわりにこっちの席にいただろうな」と隣のリッベントロップへ漏らし、同様にヨードルも運命の翻弄を感じたという。
裁判では軍人として行動していたとヨードルは無罪を主張していたが、受け入れられなかった。1946年10月1日に判決では「彼の行いは、軍人としての服従という通念によっては、如何にしても弁明しきれません」として四つの訴因全てで有罪とした。その後の個別の量刑判決で絞首刑判決を受けたヨードルは、ヘッドホンをむしり取って怒ったような足取りで法廷を後にした。判決をめぐっては連合国内でも意見の相違があったが、コミッサール指令を命じていたため、ソ連が強硬に死刑を主張した。
ヨードル自身で減刑嘆願書を提出する一方、ヨードルの妻ルイーズもアイゼンハワー米元帥、モントゴメリー英元帥、元英国首相ウィンストン・チャーチルなどに電報を打って夫の助命嘆願を行ったが、実を結ぶことはなかった。10月13日に減刑嘆願も却下された。
ヨードルは理髪師に母親に抱かれる自分の赤子の頃の写真について聞かれ、「あの頃に死んでしまわなかったのが残念だな。こんな悲哀を味わわずにすんだのに。」と語った。

### 処刑

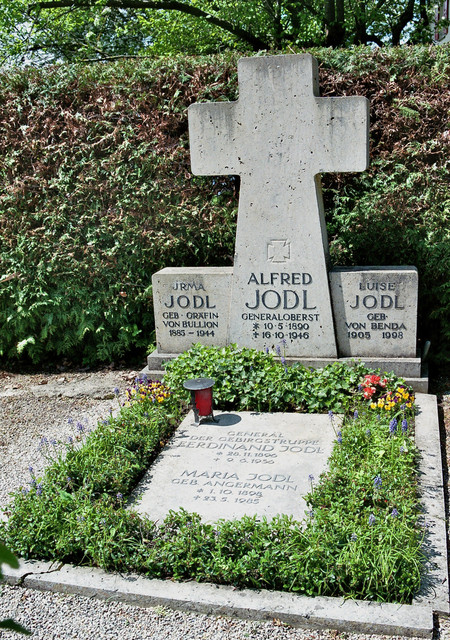
ヨードル家の墳墓 (キーム湖の島フラウエンキームゼー)

1946年10月16日午前1時10分から自殺したヘルマン・ゲーリングを除く死刑囚10人の絞首刑が順番に執行された。ヨードルは、リッベントロップ、カイテル、カルテンブルンナー、ローゼンベルク、フランク、フリック、シュトライヒャー、ザウケルの後、9番目に処刑された。最後は、アルトゥル・ザイス＝インクヴァルトであった
。
最期の言葉は「我がドイツよ。挨拶を送ります。」であった。死刑に臨む態度は軍人らしく堂々としていたという。
自殺したゲーリングを含めてヨードルら11人の遺体は、アメリカ軍のカメラマンによって撮影された。撮影後、木箱に入れられ、アメリカ軍の軍用トラックでミュンヘン郊外の墓地の火葬場へ運ばれ、そこで焼かれた。遺骨はイーザル川の支流コンヴェンツ川に流された。
ヨードルの名誉回復を願う夫人の控訴により、西ドイツの非ナチ化裁判は「ヨードルは自分の行動を国際法を犯さない軍事作戦のみに限定していた」として、処刑理由とされた罪状を1953年2月28日付けで取り消す決定をした。すなわちヨードルは無罪となった。しかしニュルンベルク裁判の否定につながるとしてアメリカの反対にあい、9月3日にはバイエルン州法相が判決を取り消した。

## 人物
米軍の拘留記録によれば身長は176センチである。
ニュルンベルク刑務所付心理分析官グスタフ・ギルバート大尉が、開廷前に被告人全員に対して行ったウェクスラー・ベルビュー成人知能検査によると、ヨードルの知能指数は127だった。

### 日本語文献
- ウェルナー・マーザー著『ニュルンベルク裁判：ナチス戦犯はいかにして裁かれたか』西義之訳、TBSブリタニカ、1979年
- ジョゼフ・Ｅ・パーシコ著　白幡憲之訳『ニュルンベルク軍事裁判(上) 』、原書房、1996年
- ジョゼフ・Ｅ・パーシコ著　白幡憲之訳『ニュルンベルク軍事裁判(下) 』、原書房、1996年
- ロベルト・ヴィストリヒ著、滝川義人訳、『ナチス時代 ドイツ人名事典』（2002年、東洋書林）ISBN 978-4887215733
- レオン・ゴールデンソーン著、ロバート・ジェラトリー編、『ニュルンベルク・インタビュー 下』、2005年、河出書房新社
- 山崎雅弘著、『ドイツ軍名将列伝：鉄十字の将官300人の肖像』、2009年、学研M文庫
- イアン・カーショー 著、宮下嶺夫 訳『ナチ・ドイツの終焉:1944-45』白水社、2021年。ISBN 978-456009874-5。

### 英語文献
- Correlli Barnett著、『Hitler's Generals』、2003年、Grove Press（英語）ISBN 978-0802139948